# André Boudrias
André Gerard Boudrias (* 19. September 1943 in Montréal, Québec; † 5. Februar 2019 in Whistler, British Columbia) war ein kanadischer Eishockeyspieler, -trainer, -funktionär und -scout. Der linke Flügelstürmer bestritt zwischen 1963 und 1976 über 600 Spiele für fünf Teams in der National Hockey League, den Großteil davon für die Vancouver Canucks, die er auch als Mannschaftskapitän anführte. Anschließend ließ er seine aktive Karriere bei den Nordiques de Québec in der World Hockey Association ausklingen, mit denen er 1977 die Playoffs um die Avco World Trophy gewann. Nach seiner Laufbahn als Spieler war er unter anderem im Management der Canadiens de Montréal tätig, bei denen seine NHL-Laufbahn begonnen hatte, und fungierte als langjähriger Scout der New Jersey Devils.

## Karriere

### Als Spieler

#### Anfänge
André Boudrias verbrachte seine Juniorenzeit bei den Canadien junior de Montréal in seiner Heimatstadt, mit denen er am Spielbetrieb der Ontario Hockey Association (OHA) teilnahm. Bereits als Rookie gelang es ihm dort, die Liga mit 97 Scorerpunkten anzuführen, sodass er mit der Eddie Powers Memorial Trophy ausgezeichnet wurde. Mit 135 Punkten aus 55 Partien wiederholte der Flügelstürmer diesen Erfolg zwei Jahre später. Parallel dazu sammelte er im Profibereich erste Erfahrungen in der Eastern Professional Hockey League, in der er einige wenige Spiele für die Hull-Ottawa Canadiens sowie die North Bay Trappers bestritt. Schließlich debütierte er im Januar 1964 für die Canadiens de Montréal in der National Hockey League (NHL), die zu diesem Zeitpunkt mit den Canadien junior de Montréal kooperierten. Im Laufe der folgenden drei Jahre gelang es dem Angreifer allerdings nicht, sich im NHL-Aufgebot der Canadiens zu etablieren, sodass er überwiegend in Minor Leagues zum Einsatz kam. Neben wenigen Partien bei den As de Québec in der American Hockey League stand er in dieser Zeit hauptsächlich für die Omaha Knights und Houston Apollos in der Central Professional Hockey League auf dem Eis.

#### NHL
Schließlich ermöglichte ihm erst die große Ligaerweiterung von 1967, regelmäßige Spielzeit in der NHL zu erhalten. Dabei wurde Boudrias im Juni 1967 von den neu gegründeten Minnesota North Stars verpflichtet, die neben ihm auch Bob Charlebois und Bernard Coté von den Canadiens erhielten und dafür ihr Erstrunden-Wahlrecht im NHL Amateur Draft 1971 abgaben. In Minnesota gelang es ihm erstmals, auch in der NHL als regelmäßiger Scorer in Erscheinung zu treten, sodass er das Team beim NHL All-Star Game 1967 vertrat. Jedoch transferierten ihn die North Stars bereits im Februar 1969 samt Mike McMahon junior zu den Chicago Black Hawks, während im Gegenzug Tom Reid und Bill Orban nach Minnesota wechselten. Bei den Blackhawks beendete der Linksaußen nur die Spielzeit 1968/69, bevor er über den NHL Intra-League Draft im Juni 1969 zu den St. Louis Blues gelangte. Neben einer Handvoll Partien für deren Farmteam, die Kansas City Blues, erreichte er mit St. Louis in den Playoffs 1970 das Stanley-Cup-Finale, unterlag dort allerdings den Boston Bruins klar mit 0:4.
Anschließend sorgte eine weitere Expansion für die Fortsetzung von Boudrias’ NHL-Karriere. Die Vancouver Canucks traten zur Spielzeit 1970/71 von der Western Hockey League in die NHL über und verpflichteten ihn im Juni 1970 für ein Siebtrunden- und ein Neuntrunden-Wahlrecht im NHL Amateur Draft 1970. Das Team sollte in der Folge seine langjährigste und zugleich persönlich erfolgreichste Station seiner Laufbahn darstellen, so erreichte er in den folgenden Jahren erstmals die Marken von 30 Toren (1972/73) und 60 Vorlagen (1974/75), während 1974/75 mit 78 Scorerpunkten auch seine statistisch beste Saison sowie ein Franchise-Rekord sein sollte. Darüber hinaus fungierte er als Führungspersönlichkeit der Canucks und übernahm als mittlerweile erfahrener Spieler zur Spielzeit 1975/76 das Amt des Mannschaftskapitäns.

#### WHA und Karriereende
Zur Spielzeit 1976/77 wechselte Boudrias in die World Hockey Association zu den Nordiques de Québec, die die Spielerrechte an ihm zuvor im Tausch für Gord Gallant von den Minnesota Fighting Saints erworben hatten. Mit der Mannschaft aus seiner Heimatprovinz gewann er in seiner ersten Saison prompt die WHA-Playoffs um die Avco World Trophy, bevor er seine aktive Karriere nach einem weiteren Jahr für beendet erklärte. Insgesamt hatte der linke Flügelstürmer – trotz seiner deutlich unterdurchschnittlichen Physis von 1,73 Metern Körpergröße und einem Gewicht von etwa 74 kg – 696 NHL-Partien bestritten und dabei 507 Punkte erzielt.

### Als Trainer, Funktionär und Scout
Nach dem Ende seiner aktiven Laufbahn war Boudrias als Assistenztrainer der Nordiques de Québec tätig und betreute in dieser Funktion auch die kanadische Nationalmannschaft bei der Weltmeisterschaft 1979. Anschließend wechselte er zur Saison 1983/84 ins Management der Canadiens de Montréal, bei denen er bis zur Spielzeit 1995/96 als Assistent von General Manager Serge Savard fungierte. Zudem wurde sein Name beim Stanley-Cup-Gewinn Montréals in den Playoffs 1993 auf der Trophäe verewigt. In der Folge war der Kanadier 15 Jahre lang als Scout in Diensten der New Jersey Devils tätig, bis er sich nach der Saison 2011/12 endgültig aus dem Eishockeysport zurückzog. Er verstarb am 5. Februar 2019 im Alter von 75 Jahren in Whistler.

## Erfolge und Auszeichnungen
- 1962 Eddie Powers Memorial Trophy
- 1964 Eddie Powers Memorial Trophy
- 1967 Teilnahme am NHL All-Star Game
- 1977 Avco-World-Trophy-Gewinn mit den Nordiques de Québec

## Karrierestatistik
(Legende zur Spielerstatistik: Sp oder GP = absolvierte Spiele; T oder G = erzielte Tore; V oder A = erzielte Assists; Pkt oder Pts = erzielte Scorerpunkte; SM oder PIM = erhaltene Strafminuten; +/− = Plus/Minus-Bilanz; PP = erzielte Überzahltore; SH = erzielte Unterzahltore; GW = erzielte Siegtore; 1 Play-downs/Relegation; Kursiv: Statistik nicht vollständig)